# Metadata Object Description Schema
Metadata Object Description Schema (MODS) is een XML-schema voor bibliografische metadata. Het werd als schema door het Network Development and MARC Standards Office van het Library of Congress ontwikkeld. Het kan dienen als vervanger voor Dublin Core (DC), wat de Nederlandse universiteiten ook sinds 2008 doen om het gebrek aan fijnmazigheid van DC te overbruggen. De Nederlandse hogescholen hebben een eigen afgeleide versie van MODS bij de HBO-kennisbank in gebruik. Er worden hierbij extensies op MODS toegepast, bijvoorbeeld de extention DAI.
De huidige versie 3.6 van MODS is uit mei 2015.

## Voorbeeld van MODS Schema
```
<mods:mods>

  
<mods:titleInfo>

  
<mods:title>
Dictation
 
from
 
Amelia
 
Hartman
 
Saunders
 
:
 
ms.,
 
Sacramento
 
:
 
1887
</mods:title>

  
</mods:titleInfo>

  
<mods:abstract>

    
From
 
miscellaneous
 
California
 
dictations,
 
statements
 
and
 
some
 
questionnaires
 
concerning

    
social
 
life,
 
customs,
 
economic
 
conditions,
 
recorded
 
and
 
prepared
 
for
 
H.H.
 
Bancroft

    
primarily
 
between
 
1887
 
and
 
1889.

  
</mods:abstract>

</mods:mods>

```